# 冰菓 (小說)
《冰菓》是米澤穗信於2001年創作的日本推理小說，也是《古籍研究社系列》的第1作，該系列於2001年至2016年出版了6部作品。由タスクオーナ繪製的漫畫改編版於2012年3月在角川書店的《月刊少年Ace》上連載。由京都動畫製作、武本康弘執導的動畫改編版於2012年4月至9月播出。由安里麻里執導、山崎賢人和廣瀨愛麗絲主演的真人電影於2017年11月3日上映。

## 登場人物
折木奉太郎（聲：中村悠一／演：山崎賢人）
神山高中1年B班，古籍研究社成員。
千反田愛瑠（聲：佐藤聰美／演：廣瀨愛麗絲）
神山高中1年A班，古籍研究社社長。
福部里志（聲：阪口大助／演：岡山天音）
神山高中1年D班，古籍研究社成員，奉太郎的朋友。
伊原摩耶花（聲：茅野愛衣／演：小島藤子）
神山高中1年級，擔任圖書委員及漫畫研究會成員。

## 電視動畫
本作於2011年11月宣佈動畫化，取系列第一部《冰菓》為名，由京都動畫製作，於2012年4月至9月播放，劇情為系列前4卷內容。2012年7月8日在「古典部USTREAM」先行網路播出第11.5話，後於2013年1月12日隨漫畫單行本第3卷限量發售。

## 漫畫
吉田渚經版
在《野性時代》第56號（2008年7月1日發行）上，刊登了由吉田渚經作畫的《我很好奇！》。內容是《冰菓》的開頭部分，故事在角色愛瑠被困在社團室時說出「我很好奇！」時結束。
版
《古籍研究社系列》由タスクオーナ作畫，以《冰菓》為標題，在《月刊少年Ace》於2012年3月號起連載。

## 真人電影
2016年2月24日來自KADOKAWA發表的2016～17年作品陣容表示正在執行真人電影企劃中，證明與另一部在同年1月播出的推理電視動畫《春&夏事件簿》共同決定改編成真人電影。標題方面和2012年的電視動畫相同。3月22日，取景地確定為栃木縣足利市，並由「足利市的村町推廣課」在官方網站公開徵求臨時演員的消息。三天後的3月25日由群馬縣安中市的官方網站同樣進行徵求臨時演員的消息。導演為曾執導過《劇場版 零～ZERO～》和兼任劇本的安里麻里，製作片廠為角川大映工作室。電影於2017年11月3日上映，台灣於2018年3月2日上映。

### 演員
- 折木奉太郎：山崎賢人
- 千反田愛瑠：廣瀨愛麗絲
- 伊原摩耶花：小島藤子[14]
- 福部里志：岡山天音[14]
- 關谷純（高中生時期）：本鄉奏多[15]
- 關谷純（中年人時期）：真島秀和
- 糸魚川養子：齊藤由貴
- 其他演員：貫地谷栞

### 製作
- 劇本、導演：安里麻里
- 原作：米澤穂信
- 執行製作：井上伸一郎
- 製作：堀内大示、三宅容介、勝股英夫、阿南雅浩、宅間弘治
- 製作人：小林剛、山形亮介
- 攝影：月永雄太
- 燈光：木村匡博
- 錄音：藤丸和德
- 美術：西尾共未
- 裝飾：堀口浩明
- 編審：村上雅樹
- 音樂：林祐介、OLO
- 主題歌：Itowokashi（伊東歌詞太郎、宮田『Lefty』涼）「菫青色」[16]
- 音樂製作人：和田亨
- 視覺特效管理：道木伸隆
- 音響效果：大河原将
- 副導演：野尻克己
- 製作總指揮：梶川信幸
- 發行：KADOKAWA
- 製作：角川大映攝影工作室[17]
- 製作：「冰菓」製作委員會[16]（KADOKAWA、波麗佳音、愛貝克思）

## 外部連結
- 《冰菓》書籍資訊－角川書店（日語）
- 電影《冰菓》官方網站（日語）
- 電影《冰菓》官方的X（前Twitter）